# Frederic Edward Clements
Frederic Edward Clements (* 16. September 1874 in Lincoln, Nebraska; † 26. Juli 1945 in Santa Barbara, Kalifornien) war ein US-amerikanischer Botaniker und Universitätsprofessor. Sein offizielles botanisches Autorenkürzel lautet „Clem.“

## Leben und Wirken
Clements beschäftigte sich schon mit 19 Jahren systematisch mit der Vegetation seiner Heimat Nebraska. Zunächst studierte er Botanik an der University of Nebraska-Lincoln, wo er auch sein Baccaleaureus scientiarum (1894) sowie seinen Master of arts (1896) machte und wurde 1898 zum PhD promoviert wurde. 1907 wurde er zum Professor für Pflanzenphysiologie an der University of Nebraska berufen. Ab 1907 war er Professor der Botanik an der University of Minnesota in Minneapolis. Von 1927 bis 1941 war er als Ökologie am Carnegie-Institut, Washington, D.C. angestellt, wo er sich frei von Lehrverpflichtungen voll und ganz der Forschung widmen konnte. Im Winter arbeitete er an der Versuchsstation in Tucson (Arizona), später an der Küstenstation Santa Barbara (Kalifornien), im Sommer in der Alpine Station im Engelmann Canyon am Pikes Peak (Colorado). Zugleich war er seit 1934 Mitarbeiter des U.S. Soil Conservation Service.
Er war mit Edith Gertrude Schwartz Clements (1877–1971), einer Botanikerin und Künstlerin, verheiratet.
Neben seinen ausgedehnten Untersuchungen in den natürlichen Vegetationsgebieten liefen experimentelle Arbeiten im Laboratorium und Gewächshaus, in der Station am Pikes Peak und in der Küstenstation bei Santa Barbara. Seine Interessen gingen weit über die Pflanzengeographie hinaus. Vor allem beschäftigte er sich eingehend mit der Systematik der Pilze und war einer der ersten Botaniker, die experimentelle Methoden in der Blütenökologie anwandten. Auch praktischen Problemen gegenüber war er aufgeschlossen. Clements gehörte zu den ersten, die die Bedeutung des Bodenschutzes erkannten.
Bei seinen Untersuchungen über die Vegetation Nebraskas erkannte Clements sehr bald, dass die Pflanzendecke keinen Dauerzustand darstellt, sondern sich allmählich umbildet, so lange, bis eine – so seine Theorie – durch das jeweilige Klima bedingte Schlussgesellschaft, die „Klimax-Gesellschaft“, erreicht ist. Er entwickelte nicht nur eine einflussreiche  Theorie der Sukzession von Pflanzengesellschaften, sondern bemühte sich auch, topographische, edaphische, klimatische und biologische Ursachen derselben aufzuhellen. Er entwickelte dabei Methoden, die Pflanzengesellschaften zu erfassen und zu kartieren sowie die Boden- und Klimafaktoren zu messen. Seine Forschungsergebnisse fanden ihren Niederschlag unter anderem in seiner 1916 erschienenen umfangreichen Abhandlung „Plant succession“, die richtungweisend nicht nur in Nordamerika, sondern auch in Europa wurde.

## Ehrungen
Nach ihm wurde die Gattung Clementsia Rose aus der Familie der Dickblattgewächse (Crassulaceae) benannt.